# Ковали (Житомирская область)
Ковали́ (укр. Ковалі) — село на Украине, основано в 1611 году, находится в Иршанской поселковой общине Житомирской области.
Код КОАТУУ — 1822382201. Население по переписи 2001 года составляет 352 человека. Почтовый индекс — 11583. Телефонный код — 4142. Занимает площадь 1,274 км².

## Известные жители и уроженцы
- Мищенко, Пётр Артёмович — украинский советский флейтист и музыкальный педагог.